# Adolfo de Oliveira Franco
Adolfo de Oliveira Franco (* 12. November 1915 in Ponta Grossa; † 9. März 2008  in Curitiba) war ein brasilianischer Rechtsanwalt und Politiker.

## Biografie
Er wurde als Sohn des Rechtsanwalts João de Oliveira Franco (1891–1973) und der Hilda Faro Oliveira Franco geboren. Er besuchte die Grundschule in der Schulgruppe der Escola Normal de Curitiba und die Sekundarschule am Instituto Santa Maria und Ginásio Paranaense und schloss sie 1930 ab. 1935 schloss er sein Studium der Rechts- und Sozialwissenschaften an der Nationalen Rechtsfakultät der Bundesuniversität von Rio de Janeiro ab.
Er hatte folgende Positionen inne: Rechtsdirektor der Caixa Econômica Federal do Paraná, Rechtsanwalt und Direktor der  Banco Comercial do Paraná SA, Präsident der Anwaltskammer von Brasilien, Sektion Paraná, Direktor des Portfolios für ländliche und industrielle Kredite der  Banco do Brasil, Direktor der Vereinigung Kaffeebauern aus Paraná und Senator der Republik im Jahr 1962.
Er wurde von der gesetzgebenden Versammlung des Bundesstaates Paraná für die Zeit vom 1. Mai 1955 bis 31. Januar 1956 zum Gouverneur gewählt.
Während der wenigen Monate der Verwaltung versuchte die Regierung von Franco die staatliche Wirtschaft zu stärken. Sie wandelte die Stiftung zur Unterstützung der Landarbeiter in ein Institut zur Förderung von Bodenbearbeitung um.
Nach seinem Ausscheiden aus der Regierung kehrte er zu privaten Aktivitäten zurück, insbesondere im Bankenbereich, und wurde 1962 zum Senator der Republik gewählt. Nachdem dieses Mandat erfüllt war, zog er sich endgültig aus dem öffentlichen Leben zurück und widmete sich seinen Geschäftsinteressen.

## Familie
Er war mit Rosa Macedo de Oliveira Franco verheiratet und hatte fünf Kinder. Einer von ihnen, Adolfo Franco de Oliveira Júnior, auch bekannt als Adolfo Franco, war von 1979 bis 1983 Bundesabgeordneter für Paraná.